# Institut archéologique américain
L'Institut archéologique américain (Archaeological Institute of America (AIA)) est une association à but non lucratif américaine qui a pour objectif de développer l'intérêt du public pour l'archéologie et la préservation des sites archéologiques. L'institut a son siège à l'université de Boston.
L'institut a été fondé en 1879. Son premier président fut Charles Eliot Norton jusqu'en 1890. Il publie depuis 1897 l'American Journal of Archaeology.